# 889
سنة 889 م كانت سنة بسيطة تبدأ يوم الأربعاء (الرابط يظهر نموذج التقويم الكامل للسنة) من التقويم اليولياني. بدأت تسمية السنة ب889 منذ العصور الوسطى المبكرة، عندما أصبح تقويم أنو دوميني هو الأسلوب السائد في أوروبا لتسمية السنوات.

## وفيات
- عبد الله بن أحمد التميمي قاضي القيروان في الدولة الأغلبية.
- أبو محمد بن قتيبة الدينوري